# Stade Jacques Desroys du-Roure
 (avril 2025).
Si vous disposez d'ouvrages ou d'articles de référence ou si vous connaissez des sites web de qualité traitant du thème abordé ici, merci de compléter l'article en donnant les références utiles à sa vérifiabilité et en les liant à la section « Notes et références ».
Le stade Jacques Desroys du Roure est un stade omnisports situé dans la commune d'Évry, dans le département de l'Essonne.

## Présentation
Le stade Jacques Desroys du Roure est le principal stade du club de football de l'Évry Football Club, aussi connu comme le « stade des bords de Seine », qui compte environ 1 500 places assises, dont 500 couvertes, se situe entre la ligne de chemin de fer du RER D et la Seine.
Le stade dispose d'un terrain de football d’honneur et deux annexes en sable et pelouse, quatre courts de tennis en terre battue et deux gymnases.
Il porte le nom de Jacques Desroys du Roure (1891-1981), inspecteur général de la Jeunesse et des sports.

## Transport
Le stade est accessible en train par la gare d'Évry-Val-de-Seine de la ligne D du RER et en bus avec les lignes 403, 408, 453 et 7002 du réseau de bus Évry Centre Essonne.